# Жилино (Новгородская область)
Жилино — деревня в Старорусском районе Новгородской области. Относится к Великосельскому сельскому поселению. Ранее относилась к Сусоловскому сельскому поселению.

## География
Расположена в десяти километрах от города Старая Русса, в живописном месте на берегу реки Полисть.

## Население
| 2010 | 2011 | 2012 | 2013 |
| ---- | ---- | ---- | ---- |
| 10   | ↗20  | ↘14  | ↘13  |

На 1 января 2011 года постоянное население деревни — 20 жителей, число хозяйств — 6.

## История
Была приписана к Косинскому монастырю. По переписным книгам конца XIX в. насчитывала около жилых 30 дворов. В настоящее время большую часть населения составляют дачники.